# Pāzardālū
Pāzardālū (persiska: پازردالو, مُنير آباد) är en ort i Iran.   Den ligger i provinsen Lorestan, i den centrala delen av landet, 300 km sydväst om huvudstaden Teheran. Pāzardālū ligger 1 710 meter över havet och antalet invånare är 319.
Terrängen runt Pāzardālū är kuperad åt nordväst, men åt sydost är den bergig. Runt Pāzardālū är det ganska glesbefolkat, med 29 invånare per kvadratkilometer. Närmaste större samhälle är Dorūd, 17,8 km väster om Pāzardālū. Trakten runt Pāzardālū består i huvudsak av gräsmarker.